# Tom Verlaine
|  | Per a altres significats, vegeu «Verlaine». |

Tom Verlaine (anglès: Thomas Miller)  (Morristown, 13 de desembre de 1949 - Manhattan, 28 de gener de 2023) va ser un compositor, cantautor i guitarrista estatunidenc.
De 1975 a 1978 va liderar la banda Television juntament amb Jimmy Ripp, Fred Smith i Billy Fica. L'any 1979 va començar una carrera com a solista. Segons la revista Rolling Stone és el 56è dels 100 guitarristes millors de tots els temps.

## Discografia

### Àlbums en solitari
- Tom Verlaine (1979)
- Dreamtime (1981)
- Words from the Front (1982)
- Cover (1984)
- Flash Light (1987)
- The Wonder (1990)
- Warm and Cool (1992) (nova edició el 2005)
- The Miller's Tale: A Tom Verlaine Anthology (1996)
- Around (2006)
- Songs and Other Things (2006)

### Singles
- "Always" (1981)
- "Postcard from Waterloo" (1982)
- "Let Go the Mansion" (1984)
- "Five Miles of You" (1984)
- "A Town Called Walker" (1987)
- "Cry Mercy, Judge" (1987)
- "The Funniest Thing" (1987)
- "Shimmer" (1989)
- "Kaleidoscopin" (1990)